# Jim Sheridan
Jim Sheridan (Dublin, 6 de fevereiro de 1949) é um diretor de cinema irlandês. Ganhou reconhecimento internacional após o lançamento do filme Meu Pé Esquerdo.

## Filmografia
- 2011 - Dream House (A Casa dos Sonhos)
- 2009 - Brothers (Entre Irmãos)
- 2005 - Get Rich or Die Tryin'
- 2002 - In America (Terra de Sonhos)
- 1997 - The Boxer (O Lutador)
- 1993 - In the Name of the Father (Em Nome do Pai)
- 1990 - The Field (Terra da Discórdia)
- 1989 - My Left Foot (Meu Pé Esquerdo)

## Prémios e nomeações
- Recebeu uma nomeação ao Oscar de melhor filme, por In the Name of the Father (1993)
- Recebeu duas nomeações ao Oscar de melhor realizador, por My Left Foot (1989) e In the Name of the Father (1993).
- Recebeu uma nomeação ao Oscar de melhor argumento original, por Terra de Sonhos (2003).
- Recebeu duas nomeações ao Oscar de melhor argumento adaptado, por My Left Foot (1989) e In the Name of the Father (1993).
- Recebeu uma nomeação ao Globo de Ouro de melhor realizador, por The Boxer (1997).
- Recebeu uma nomeação ao Globo de Ouro de melhor argumento, por Terra de Sonhos (2003).
- Recebeu uma nomeação ao BAFTA de melhor filme, por My Left Foot (1989).
- Recebeu duas nomeações ao BAFTA de melhor argumento adaptado, por My Left Foot (1989) e In the Name of the Father (1993).
- Recebeu uma nomeação ao Independent Spirit Awards de melhor filme, por Terra de Sonhos (2003).
- Recebeu uma nomeação ao Independent Spirit Awards de Melhor Realizador, por Terra de Sonhos (2003).
- Ganhou o Independent Spirit Awards de melhor filme estrangeiro, por My Left Foot (1989).
- Ganhou o Goya de melhor filme europeu, por The Boxer (1997).
- Ganhou o Urso de Ouro no Festival de Berlim, por In the Name of the Father (1993).